# Wiesław Gałązka
Wiesław Gałązka (ur. 26 kwietnia 1953) – dziennikarz i publicysta, konsultant i doradca polityczny, nauczyciel akademicki. Autor książek i licznych publikacji prasowych oraz komentarzy telewizyjnych i radiowych na temat komunikacji społecznej i politycznej, public relations, reklamy, etyki dziennikarskiej oraz kreacji wizerunku publicznego i medialnego.

## Kariera zawodowa
Absolwent liceum Ogólnokształcącego w Lądku Zdroju, gdzie mieszkał w latach 1953-1973. Ukończył studia na Wydziale Prawa i Administracji Uniwersytetu Wrocławskiego. Podczas studiów aktywnie uczestniczył w działalności społecznej i sporcie. Pracę w mediach zaczął w 1978 roku. Był reporterem, prezenterem i publicystą w Rozgłośni Polskiego Radia we Wrocławiu. Następnie drukarzem i projektantem w prywatnej firmie reklamowej.
Po 1989 roku na krótko powrócił do pracy dziennikarskiej w różnych redakcjach prasowych, współtworzył także jedno z pierwszych polskich czasopism poświęconych problematyce komunikacji marketingowej Aida Media – Praktyka i teoria reklamy. Przez kolejne 10 lat był copywriterem i dyrektorem kreatywnym w agencjach i firmach reklamowych.
Od 2000 roku jako publicysta współpracuje z wieloma redakcjami prasowymi i portalami internetowymi. Jest nauczycielem akademickim – pracuje na Wydziale Dziennikarstwa i Komunikacji Społecznej Dolnośląskiej Szkoły Wyższej. Prowadzi również zajęcia na Uniwersytecie Wrocławskim i innych uczelniach. Pracuje także jako ekspert oraz doradca polityczny i wizerunkowy. Jest konsultantem różnych ugrupowań i sztabów wyborczych.
Członek Stowarzyszenia Dziennikarzy RP i Akademii Ekspertów Public Relations. Posiada swoje biogramy w encyklopedycznym wydawnictwie Pionierzy i Tytani Polskiej Reklamy oraz Leksykonie ludzi ZSP.

## Publikacje
- W. Gałązka, A. Krywicki, Nie wystarczy być... czyli od zera do lidera, Oficyna Wydawnicza MAK, Wrocław (2002)
- W. Gałązka, A. Krywicki, „Nie wystarczy być... czyli od zera do lidera”, wyd. II rozszerzone, Oficyna Wydawnicza MAK, Wrocław (2004)
- W. Gałązka, „Gotowych faktów nie ma. Kreacja informacji oraz wizerunku publicznego i medialnego”, Wydawnictwo Naukowe Dolnośląskiej Szkoły Wyższej, Wrocław (2008)
- J. Olędzki, D. Tworzydło (redakcja naukowa), W. Gałązka (współredakcja haseł), „Leksykon Public Relations”, Wydawnictwo Newsline & Bonus Liber, Rzeszów (2009)
- K. Kolenda-Zaleska, M. Olejnik, S. Chachołek, W. Gałązka, A. Mleczko, M.Skała, W. K. Szalkiewicz, J. Żakowski, „Ten wredny PR 2009. Jak Public Relations zmieniło Polskę”, Wydawnictwo Helion, Gliwice (2009)

## Filmografia
- 102,7 Mhz (fab., 2006) – gościnnie, jako dziennikarz radiowy